# Vendeuvre-sur-Barse
Pour les articles homonymes, voir Vendeuvre (homonymie).
Vendeuvre-sur-Barse est une commune française, située dans le département de l'Aube en région Grand Est. Les gentilés sont « Vendeuvrois » et « Vendeuvroise ».

## Géographie
| La Loge-aux-Chèvres             | Amance              | Vauchonvilliers    |
| Champ-sur-Barse Villy-en-Trodes | Vendeuvre-sur-Barse | Magny-Fouchard     |
| Thieffrain                      | Beurey              | Puits-et-Nuisement |

Vendeuvre-sur-Barse est un bourg de la Champagne humide située sur le cours de la Barse, un petit affluent de la Seine. Le château a été construit au-dessus des sources de la Barse. La commune fait partie du parc naturel régional de la Forêt d'Orient.

### Hydrographie
La commune est dans la région hydrographique « la Seine de sa source au confluent de l'Oise (exclu) » au sein du bassin Seine-Normandie. Elle est drainée par la Barse, le ruisseau du Temple, le ru de Beurey, le ru du Plain, le ruisseau de l'Étang de Fort en Paille, un bras de Crebenard, un bras de la Barse, le Fossé 01 de Grand Étang, le Fossé 01 de la commune de Vendoeuvre-sur-Barse, le Fossé 01 de la Simonerie, le Fossé 01 du Buisson Jolly, le Fossé 01 du Der, le Fossé 05 de la Forêt du Temple, le Fossé 06 du Bois de Profonde Fosse, la Barse, le ru aux Pigeons, le ru de Beurey, le ru de Gueudot, le ru des Faux, le ru des Sablons, le ru du Crebenard, le ru du Crot des Deux Fosses, le ru Maugaley, le Val aux Moines et divers autres petits cours d'eau,.
La Barse, d'une longueur de 50 km, prend sa source dans la commune de Puits-et-Nuisement et se jette dans la Seine à La Chapelle-Saint-Luc, après avoir traversé 17 communes. 
Le ruisseau du Temple, d'une longueur de 18 km, prend sa source dans la commune et se jette dans l'Auzon à Brévonnes, après avoir traversé sept communes. 

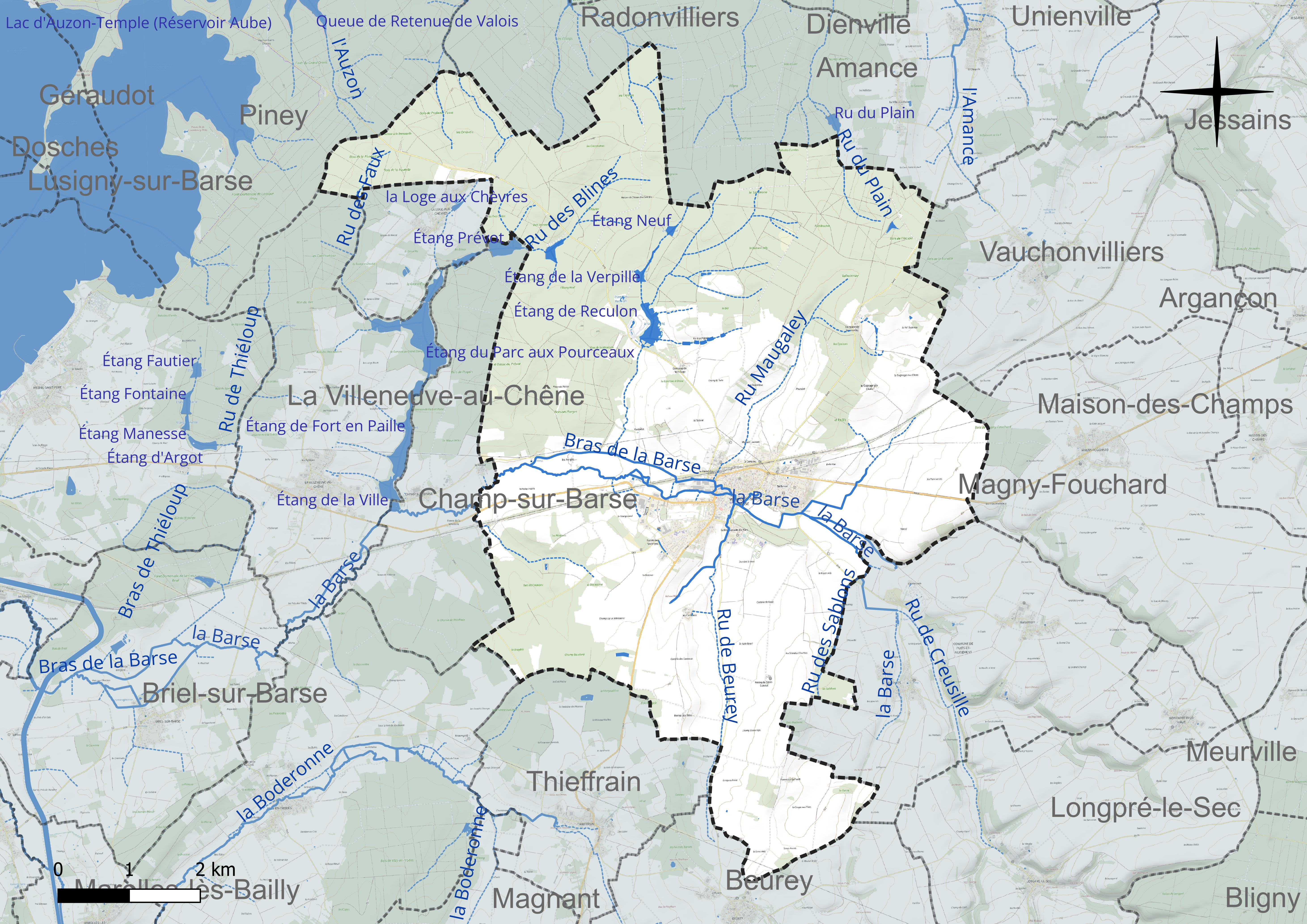
Réseau hydrographique de Vendeuvre-sur-Barse.

Quatre plans d'eau complètent le réseau hydrographique : le Grand étang (9,6 ha), l'étang de la Verpille (2 ha), l'étang de Reculon (0,2 ha) et l'étang Neuf (1,4 ha),.

### Climat
Pour des articles plus généraux, voir Climat du Grand Est et Climat de l'Aube.
En 2010, le climat de la commune est de type climat des marges montargnardes, selon une étude du Centre national de la recherche scientifique s'appuyant sur une série de données couvrant la période 1971-2000. En 2020, Météo-France publie une typologie des climats de la France métropolitaine dans laquelle la commune est exposée à un climat océanique altéré et est dans la région climatique  Lorraine, plateau de Langres, Morvan, caractérisée par un hiver rude (1,5 °C), des vents modérés et des brouillards fréquents en automne et hiver. 
Pour la période 1971-2000, la température annuelle moyenne est de 10,5 °C, avec une amplitude thermique annuelle de 15,9 °C. Le cumul annuel moyen de précipitations est de 807 mm, avec 12,4 jours de précipitations en janvier et 8,4 jours en juillet. Pour la période 1991-2020, la température moyenne annuelle observée sur la station météorologique de Météo-France la plus proche, « Mesnil-Saint-Père », sur la commune de Mesnil-Saint-Père à 10 km à vol d'oiseau, est de 11,4 °C et le cumul annuel moyen de précipitations est de 772,6 mm.
La température maximale relevée sur cette station est de 41 °C, atteinte le 25 juillet 2019 ; la température minimale est de −20,5 °C, atteinte le 2 janvier 1997,,. 
Les paramètres climatiques de la commune ont été estimés pour le milieu du siècle (2041-2070) selon différents scénarios d'émission de gaz à effet de serre à partir des nouvelles projections climatiques de référence DRIAS-2020. Ils sont consultables sur un site dédié publié par Météo-France en novembre 2022.

## Urbanisme

### Typologie
Au 1er janvier 2024, Vendeuvre-sur-Barse est catégorisée bourg rural, selon la nouvelle grille communale de densité à 7 niveaux définie par l'Insee en 2022.
Elle appartient à l'unité urbaine de Vendeuvre-sur-Barse, une unité urbaine monocommunale constituant une ville isolée,. La commune est en outre hors attraction des villes,.

### Occupation des sols
L'occupation des sols de la commune, telle qu'elle ressort de la base de données européenne d’occupation biophysique des sols Corine Land Cover (CLC), est marquée par l'importance des territoires agricoles (47,9 % en 2018), en diminution par rapport à 1990 (51,1 %). La répartition détaillée en 2018 est la suivante : 
forêts (46,3 %), terres arables (42,9 %), prairies (4,2 %), zones urbanisées (3,1 %), espaces verts artificialisés, non agricoles (1,9 %), zones industrielles ou commerciales et réseaux de communication (0,8 %), zones agricoles hétérogènes (0,8 %). L'évolution de l’occupation des sols de la commune et de ses infrastructures peut être observée sur les différentes représentations cartographiques du territoire : la carte de Cassini (XVIIIe siècle), la carte d'état-major (1820-1866) et les cartes ou photos aériennes de l'IGN pour la période actuelle (1950 à aujourd'hui).

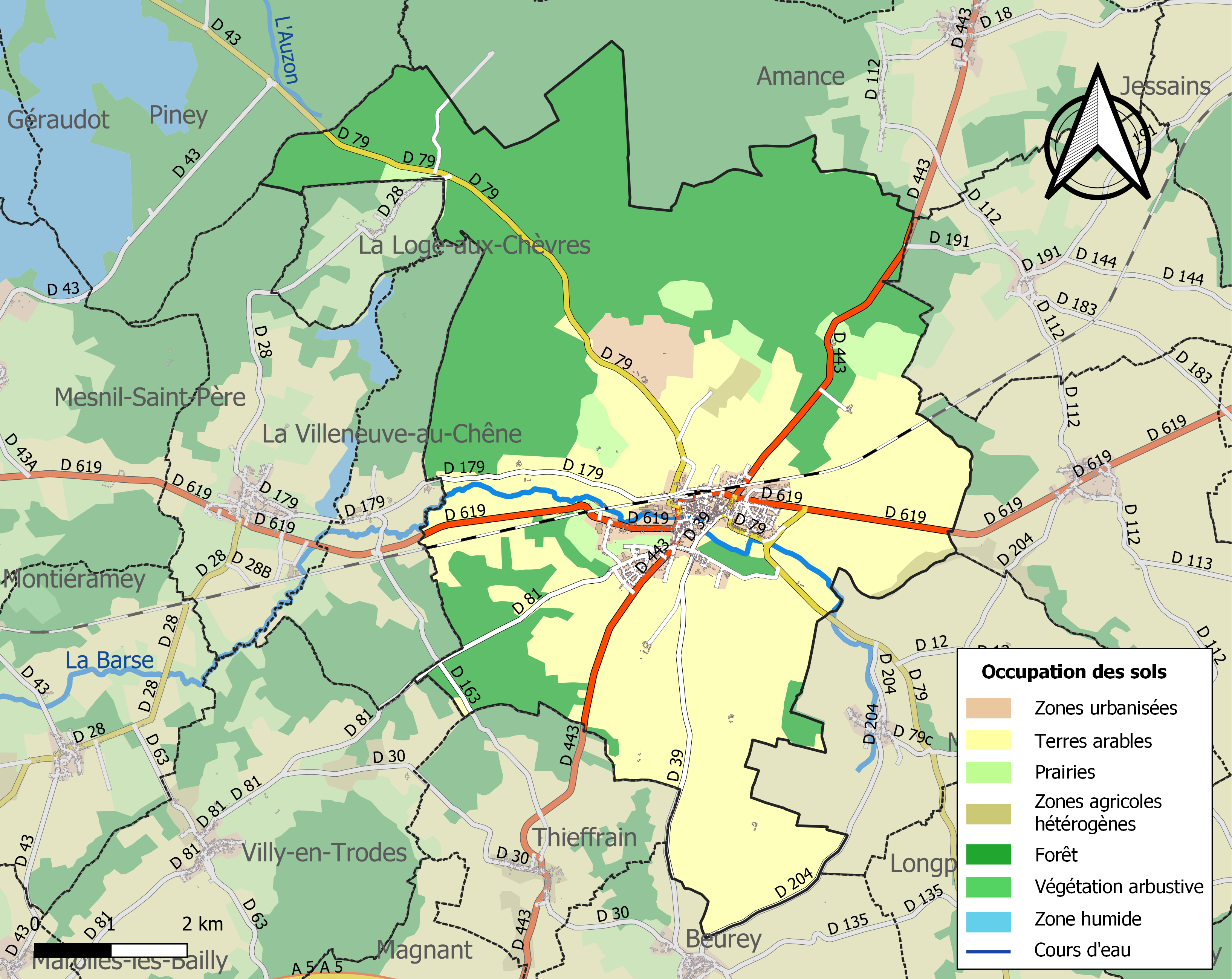
Carte des infrastructures et de l'occupation des sols de la commune en 2018 (CLC).

## Toponymie
Vindovera à l'époque mérovingienne, Vendopera en 861 et 862.
D'Arbois de Jubainville propose : composé du gaulois vindo- (« blanc ») et -ó-briga, briga signifiant « mont » ou « forteresse » mais aussi que Vindos était un nom d'homme.
Lieu-dit et écarts : l'Arclais, la Bécassière, Belle-Guise, Bizerne, Bourgetet, Bricquerne, Brochot, le Buisson-Joli, les Carreaux, Chaffaut, le Chalet, Châtillon, Durnay, ancien fief du XIIIe siècle qui fin XIVe siècle n'avait qu'une maison sans grand caractère avec fossés. Mais aussi Chignat, le Clos-Fleury, Cornée-Genette, le moulin de Cornet, celui de Coupel, le Crot de deux fosses, le Cuvot, Danrot, le Der ou Grand-Der, le Cuveau, Danrot, les Grandes et Petites Epoisses, l'Ermitage, les étangs : Alichamp, Neuf, du milieu, Michel, sire-Regnaut, de la Porte ; Ormoy, Ousotte, Ombrois, le Pavillon, le Petit-Temple, la Pisserotte, Poguières, Potelet, Profonde-Fosse, la Reclais, le Reculon, la Routelle, les Routes, le ru-à-l'Huile, le Rû-aux-Pigeons, la Tuilerie, les Usages, Val-Suzenay, Varennes, Vau-Girard, la forêt de Vendeuvre, Verpie, la Ville-au-Bois, la Voie-de-Vienne.

## Histoire

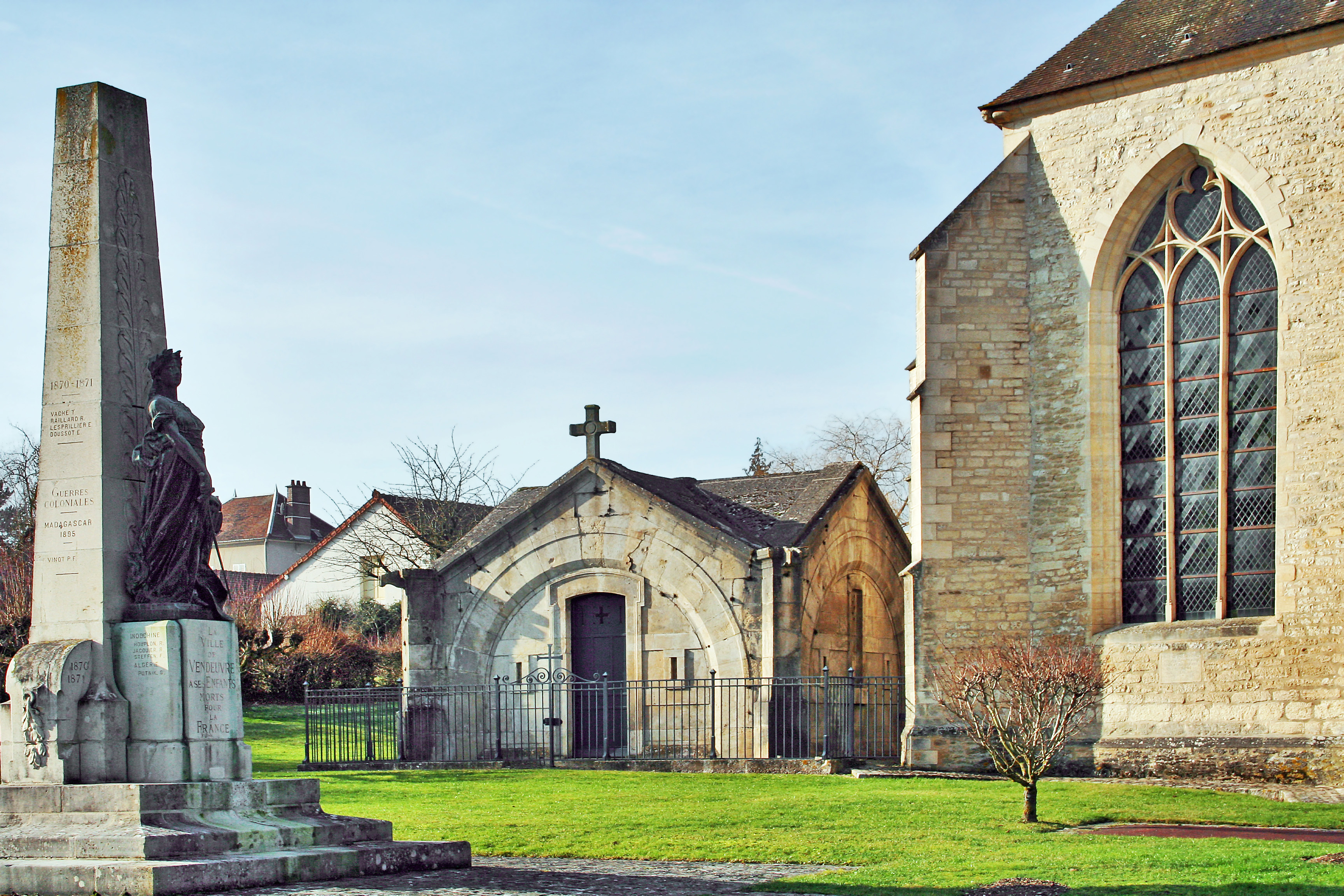
Monument aux morts et chapelle funéraire des seigneurs de Vendeuvre Bourlon de Sarty et Pavée de Vendeuvre.

Des traces d'habitation romaine sont attestées lors de la découverte d'un cimetière et un atelier de potier. Un certain Chrodoaldus ayant installé son atelier monétaire au château primitif de Vendeuvre-sur-Barse (le château actuel est construit sur ses ruines) au VIe siècle, frappait monnaie dans ce village mentionné sous la forme Vindovera à la même époque.
C'était un fief qui dépendait de la châtellenie de Troyes et formait une baronnie de Champagne qui fut réuni à celle de La Villeneuve-au-Chêne pour ériger le marquisat de Villeneuve-Mesgrigny en 1646.
En 1789, le village dépendait de l'intendance et de la généralité de Châlons, de l'élection de Bar-sur-Aube et du bailliage de Troyes.

### Le Val-Suzenay
C'était un fief qui possédait son château et son église au XIIe siècle et relevait de Vendeuvre pour la suzeraineté. Il est cité en 1244 par la vente faite par Eudes de Broyes à son beau-frère Gérard Ier de Durnay.
La paroisse était du doyenné de Bar-sur-Seine et était à présentation du prieur de Vendeuvre et de l'église de la Nativité de la Sainte-Vierge. Il n'en reste qu'un sanctuaire carré remontant au XIIe siècle.
Jusqu'en 1769, le village relevait de l'intendance et de la généralité de Châlons, de l'élection de Bar-sur-Aube et du bailliage de Troyes, puis relevait de La Ville-au-Bois. De 1790 à l'An VI, c'était une commune du canton de Vendeuvre.

### Prieuré Saint-Georges
Il dépendait de l'abbaye de Cluny et a été fondé en 1080 par Hugues de Vendeuvre, selon l'abbé Roussel. En 1119, le prieur avait en collation les cures d'Amance, de Beurey, Longpré, Magny-Fouchard, Valsuzenais, Vauchonvilliers, La Villeneuve-au-CHêne.
Les prieurs avaient depuis 1407 droit de justice sur les forains, les femmes et les hommes dans l'enceinte du prieuré a la suite d'un accord avec Jean III de Noyers. Cela comprenait aussi la maison dite Courtil. Nous avons une liste de prieurs jusqu'en 1791.
Le prieuré avait une église du XIIe siècle, de 9 m de long par 5,2 m de largeur et 6,5 m de hauteur.

## Activités

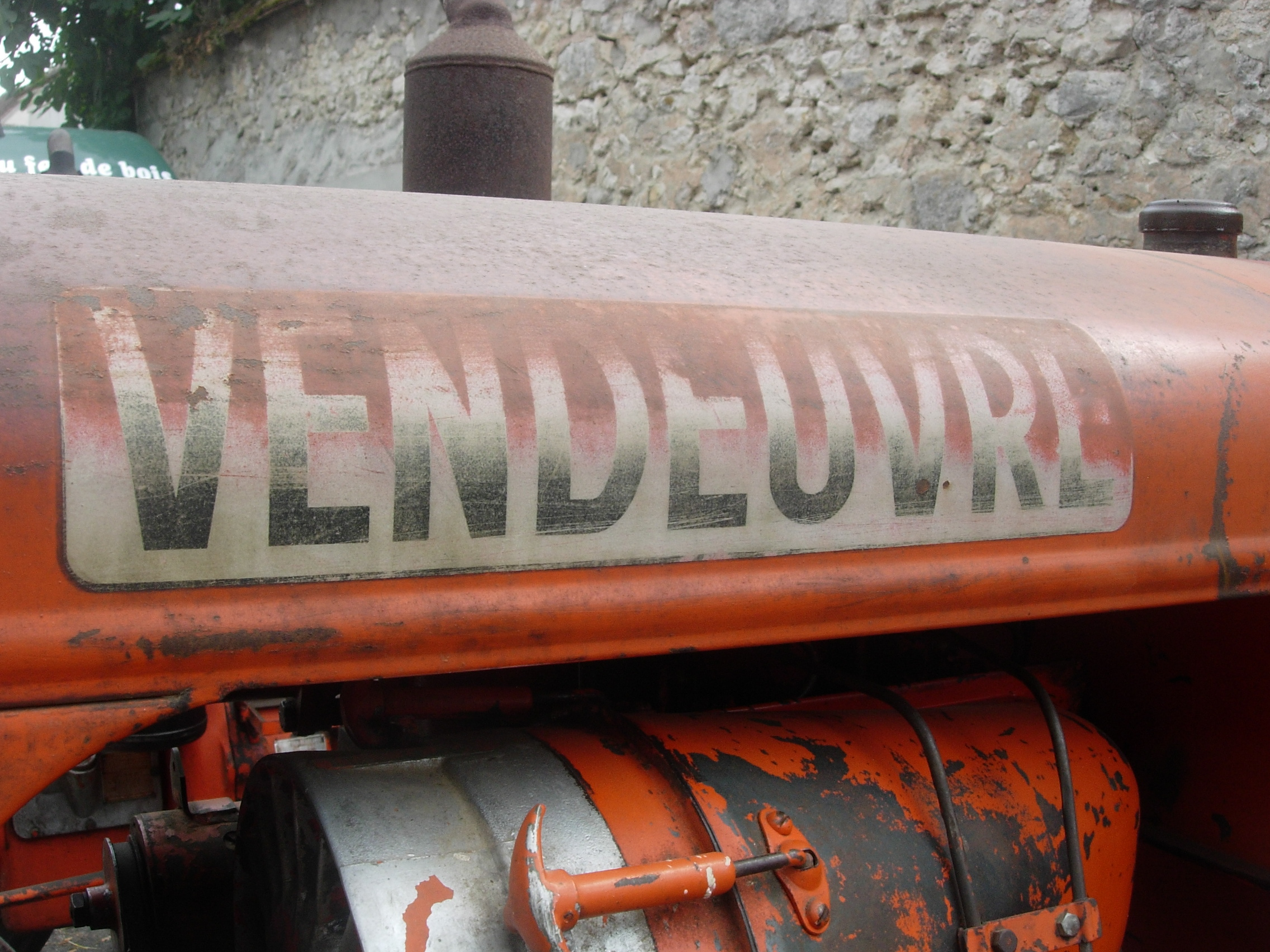
Un tracteur Vendeuvre.

Le nom de Vendeuvre était autrefois associé aux tracteurs agricoles fabriqués dans la ville.
De 1842, date de sa création, à la fermeture définitive en 1962, la manufacture de statues religieuses La Sainterie, dirigée d'abord par Léon Moynet (1818-1892), fondateur statuaire et philanthrope, puis par la famille Nicot, qui diversifia la production en y intégrant des objets d'art profane, attira de nombreux peintres et sculpteurs à Vendeuvre et Léon Moynet y créa successivement une école de sculpture, une école de peinture puis une école de musique. Parmi les créateurs actifs à La Sainterie devenus célèbres, figurent Paul Dubois (1829-1905), Ernest Toussaint (1843-1904), Florentin Meffroy (1854-1927), décédé à Vendeuvre, Auguste Suchetet (1854-1932), né à Vendeuvre, et Ernest Legrand (1872-1912). Les statues religieuses de style saint-sulpicien (Notre-Dame, sainte Thérèse, Jeanne d'Arc, etc.) produites à la manufacture de La Sainterie ornent de nombreuses églises en France, voire à l'étranger et en outre-mer.

## Politique et administration

### Liste des maires
| Période                                  | Période  | Identité            | Étiquette | Qualité                    |
| ---------------------------------------- | -------- | ------------------- | --------- | -------------------------- |
| 1965                                     | 1995     | Pierre Micaux       | UDF-AD    | Député, conseiller général |
| 1995                                     | 2014     | Claude Ruelle       | UMP       | Conseiller général         |
| 2014                                     | mai 2020 | Jean-Baptiste Rota  | DVD       | Retraité                   |
| mai 2020                                 | En cours | Marielle Chevallier | LR        |                            |
| Les données manquantes sont à compléter. |          |                     |           |                            |

## Démographie

### Évolution démographique
L'évolution du nombre d'habitants est connue à travers les recensements de la population effectués dans la commune depuis 1793. Pour les communes de moins de 10 000 habitants, une enquête de recensement portant sur toute la population est réalisée tous les cinq ans, les populations de référence des années intermédiaires étant quant à elles estimées par interpolation ou extrapolation. Pour la commune, le premier recensement exhaustif entrant dans le cadre du nouveau dispositif a été réalisé en 2007.

En 2022, la commune comptait 2 256 habitants, en évolution de −3,34 % par rapport à 2016 (Aube : +0,7 %, France hors Mayotte : +2,11 %).
| 1793  | 1800  | 1806  | 1821  | 1831  | 1836  | 1841  | 1846  | 1851  |
| ----- | ----- | ----- | ----- | ----- | ----- | ----- | ----- | ----- |
| 1 689 | 1 688 | 1 840 | 1 303 | 1 669 | 1 727 | 1 841 | 1 946 | 1 966 |

| 1856  | 1861  | 1866  | 1872  | 1876  | 1881  | 1886  | 1891  | 1896  |
| ----- | ----- | ----- | ----- | ----- | ----- | ----- | ----- | ----- |
| 2 097 | 2 138 | 2 112 | 1 942 | 2 091 | 2 017 | 2 092 | 2 016 | 1 971 |

| 1901  | 1906  | 1911  | 1921  | 1926  | 1931  | 1936  | 1946  | 1954  |
| ----- | ----- | ----- | ----- | ----- | ----- | ----- | ----- | ----- |
| 2 068 | 1 973 | 1 971 | 2 035 | 2 128 | 1 969 | 1 791 | 1 688 | 1 642 |

| 1962  | 1968  | 1975  | 1982  | 1990  | 1999  | 2006  | 2007  | 2012  |
| ----- | ----- | ----- | ----- | ----- | ----- | ----- | ----- | ----- |
| 1 839 | 1 821 | 2 613 | 2 940 | 2 793 | 2 623 | 2 413 | 2 383 | 2 395 |

| 2017  | 2022  | - | - | - | - | - | - | - |
| ----- | ----- | - | - | - | - | - | - | - |
| 2 317 | 2 256 | - | - | - | - | - | - | - |

### Pyramide des âges
La population de la commune est relativement jeune.
En 2018, le taux de personnes d'un âge inférieur à 30 ans s'élève à 33,6 %, soit en dessous de la moyenne départementale (35,2 %). À l'inverse, le taux de personnes d'âge supérieur à 60 ans est de 30,6 % la même année, alors qu'il est de 27,7 % au niveau départemental.
En 2018, la commune comptait 1 133 hommes pour 1 182 femmes, soit un taux de 51,06 % de femmes, légèrement inférieur au taux départemental (51,41 %).
Les pyramides des âges de la commune et du département s'établissent comme suit.
| Hommes | Classe d’âge | Femmes |
| ------ | ------------ | ------ |
| 1,6    | 90 ou +      | 2,5    |
| 7,5    | 75-89 ans    | 12,6   |
| 18,0   | 60-74 ans    | 18,8   |
| 17,5   | 45-59 ans    | 17,7   |
| 18,8   | 30-44 ans    | 17,7   |
| 16,7   | 15-29 ans    | 13,6   |
| 19,9   | 0-14 ans     | 17,1   |

| Hommes | Classe d’âge | Femmes |
| ------ | ------------ | ------ |
| 0,8    | 90 ou +      | 2,1    |
| 7,4    | 75-89 ans    | 10,2   |
| 17,4   | 60-74 ans    | 18,4   |
| 19,4   | 45-59 ans    | 19     |
| 17,8   | 30-44 ans    | 17,3   |
| 18,3   | 15-29 ans    | 15,9   |
| 19     | 0-14 ans     | 17,1   |

## Lieux et monuments

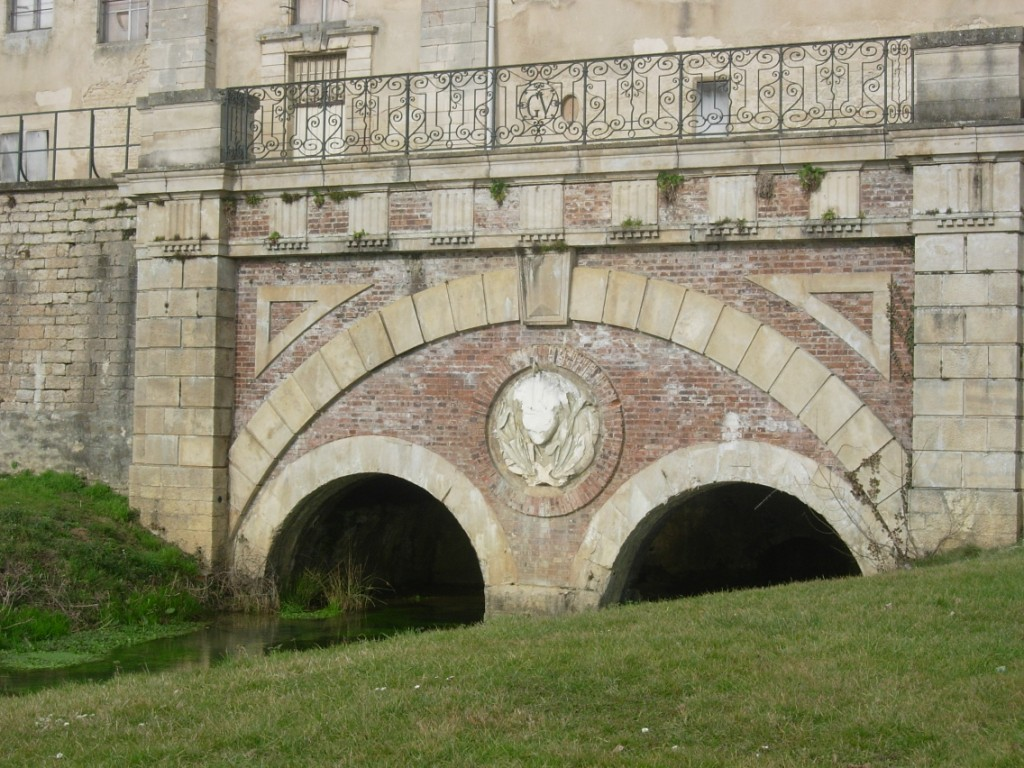
Source de la Barse sous le Château de Vendeuvre-sur-Barse.
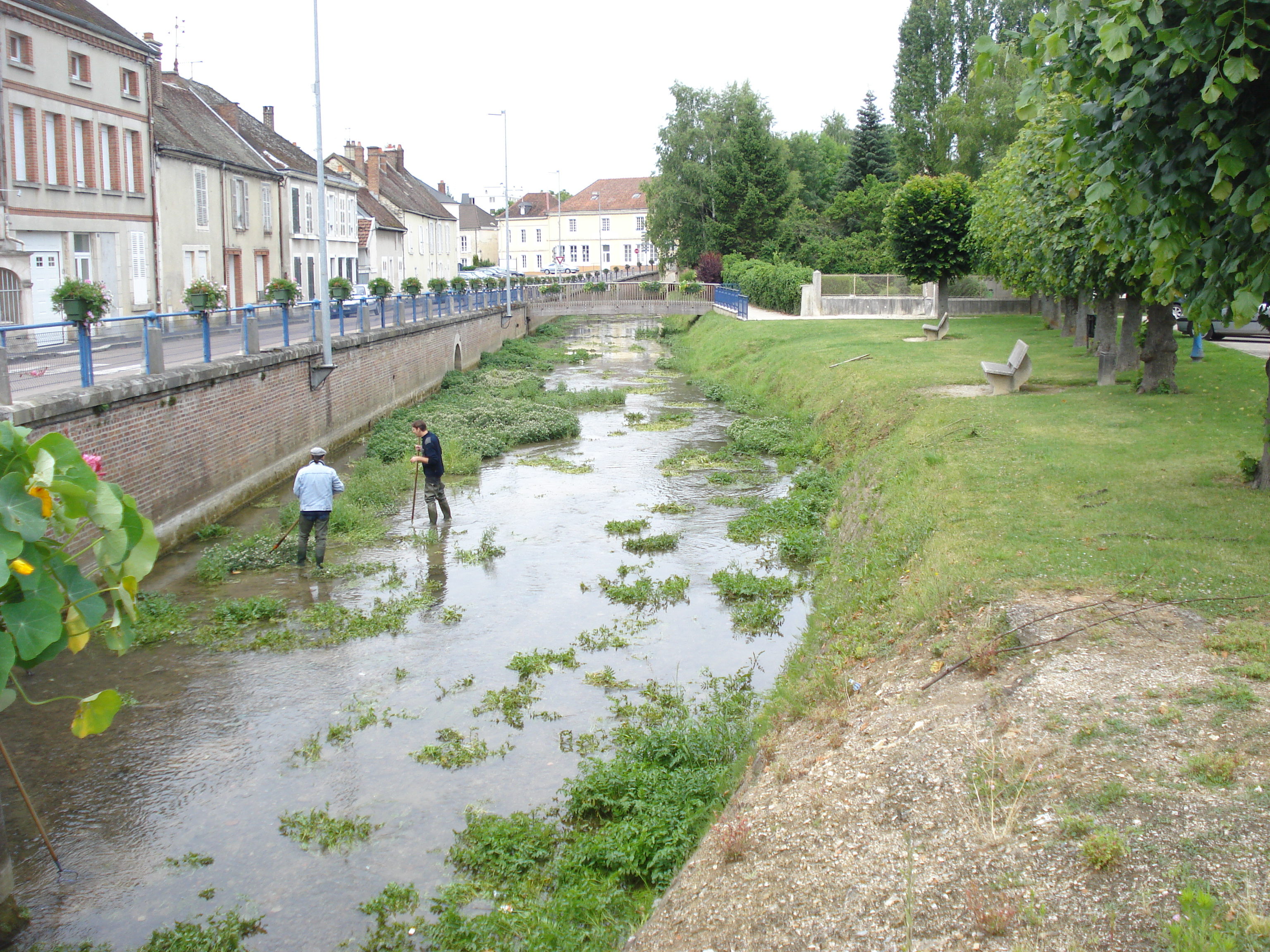
La Barse à Vendeuvre-sur-Barse.
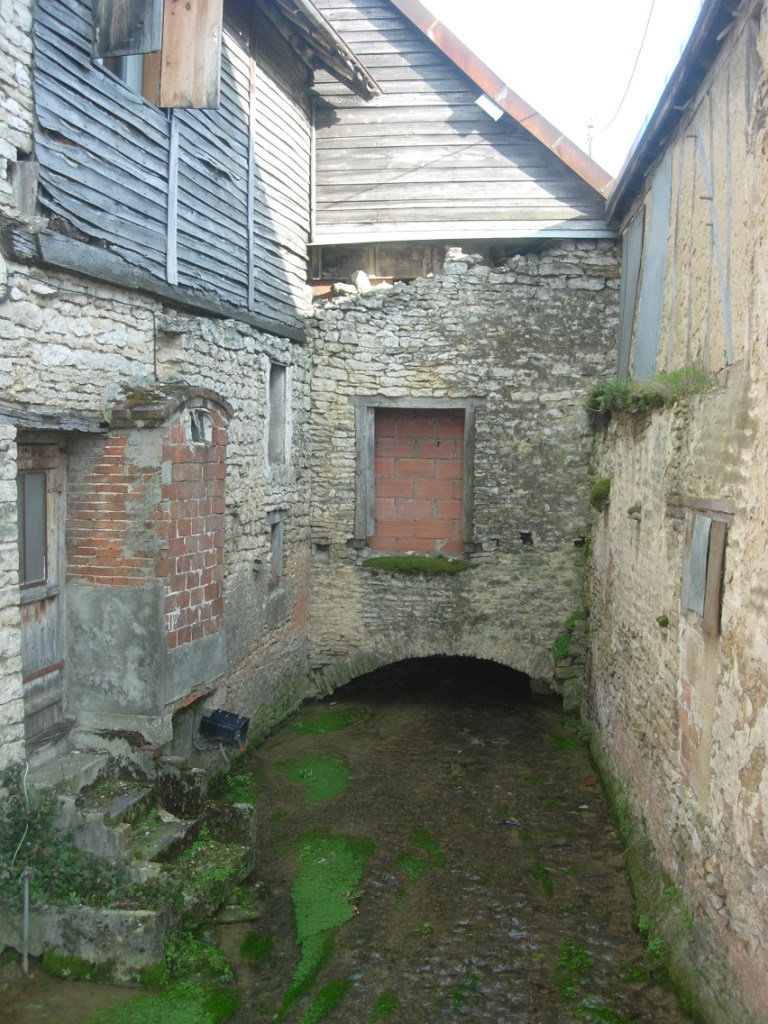
La Barse à Vendeuvre-sur-Barse.
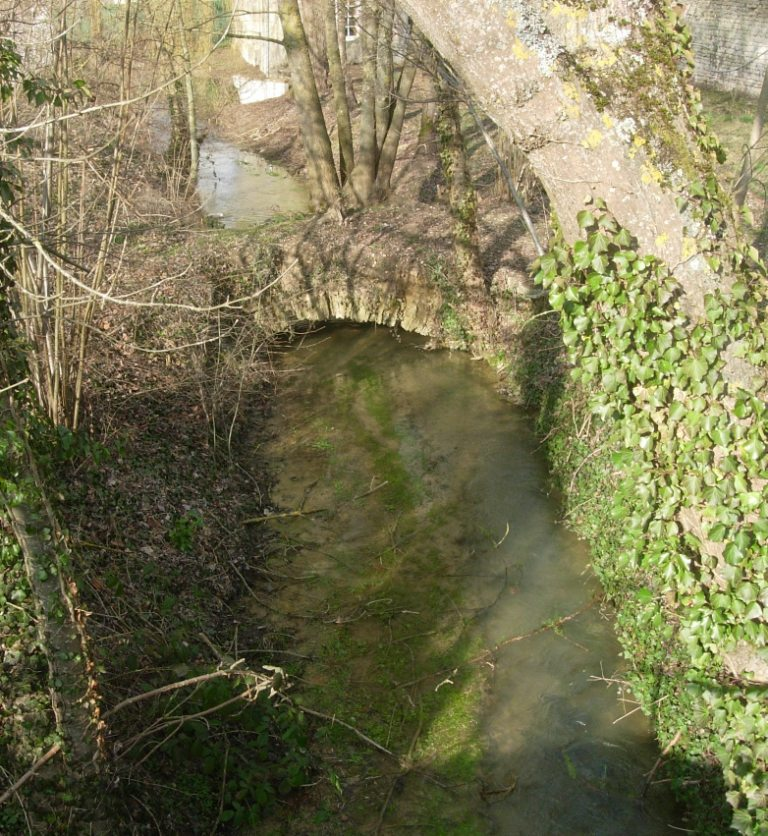
Un bras de la Barse à Vendeuvre-sur-Barse.

### Le château
Construit sur les sources de la Barse, il remonte au moins au XIIe siècle. De 1450 à 1550, il appartient à la famille d'Amboise. Après 1550, les Luxembourg l'achètent à la succession de Charles Ier d'Amboise, gouverneur de Champagne, et le conservent jusqu'au XVIIe siècle. En 1638, le fief est cédé à Jean de Mesgrigny, gouverneur de Champagne, qui le transforme et crée le grand escalier. Il passe ensuite au marquis de Boutillier puis à Gabriel Pavée de Vendeuvre, conseiller du roi. Ce dernier réaménage le parc et fait de nombreuses transformations qui donnent au château son aspect actuel.
En 1903, le domaine passe à Paul de Sarty. Il est occupé en 1940 par les troupes allemandes qui pillent le château.
En 1980, René de Sarty fait donation du château et d'une partie du parc à la commune de Vendeuvre-sur-Barse et au département de l'Aube. Des travaux conservatoires sont entrepris dans les années suivantes. Le château est actuellement inutilisé. En 1986 est créé Vindovera, un spectacle Son et lumière retraçant l'histoire de Vendeuvre-sur-Barse et de son château et auquel participent chaque année trois cents figurants de la commune.

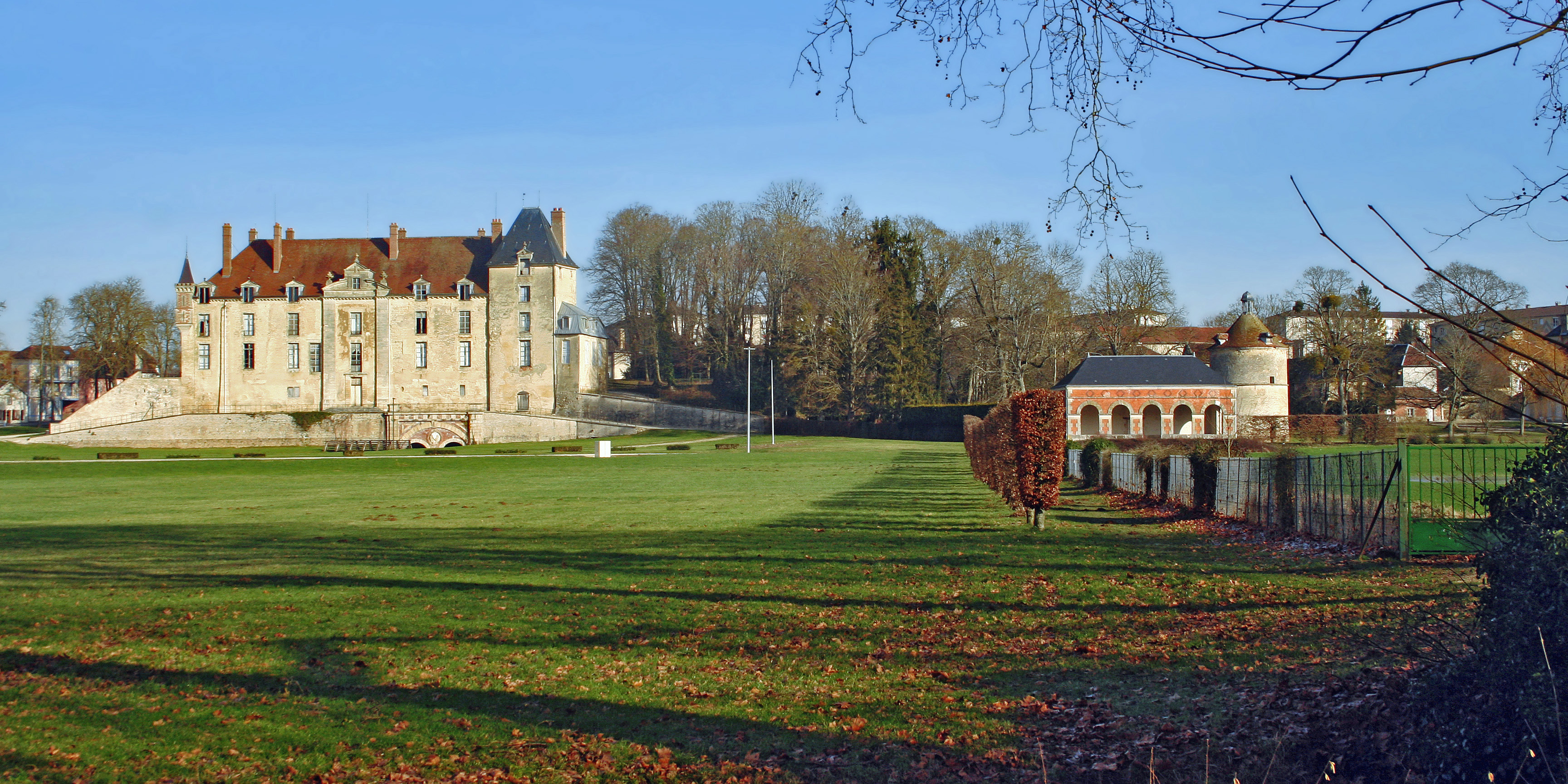
Château, orangerie et colombier de Vendeuvre-sur-Barse.

### Autres monuments
- Église Saint-Pierre
- Chapelle de pèlerinage de Valsuzenay (domaine privé)
- Gare de Vendeuvre
- Le Manoir (XVIIIe siècle), ancienne dépendance du château (domaine privé)

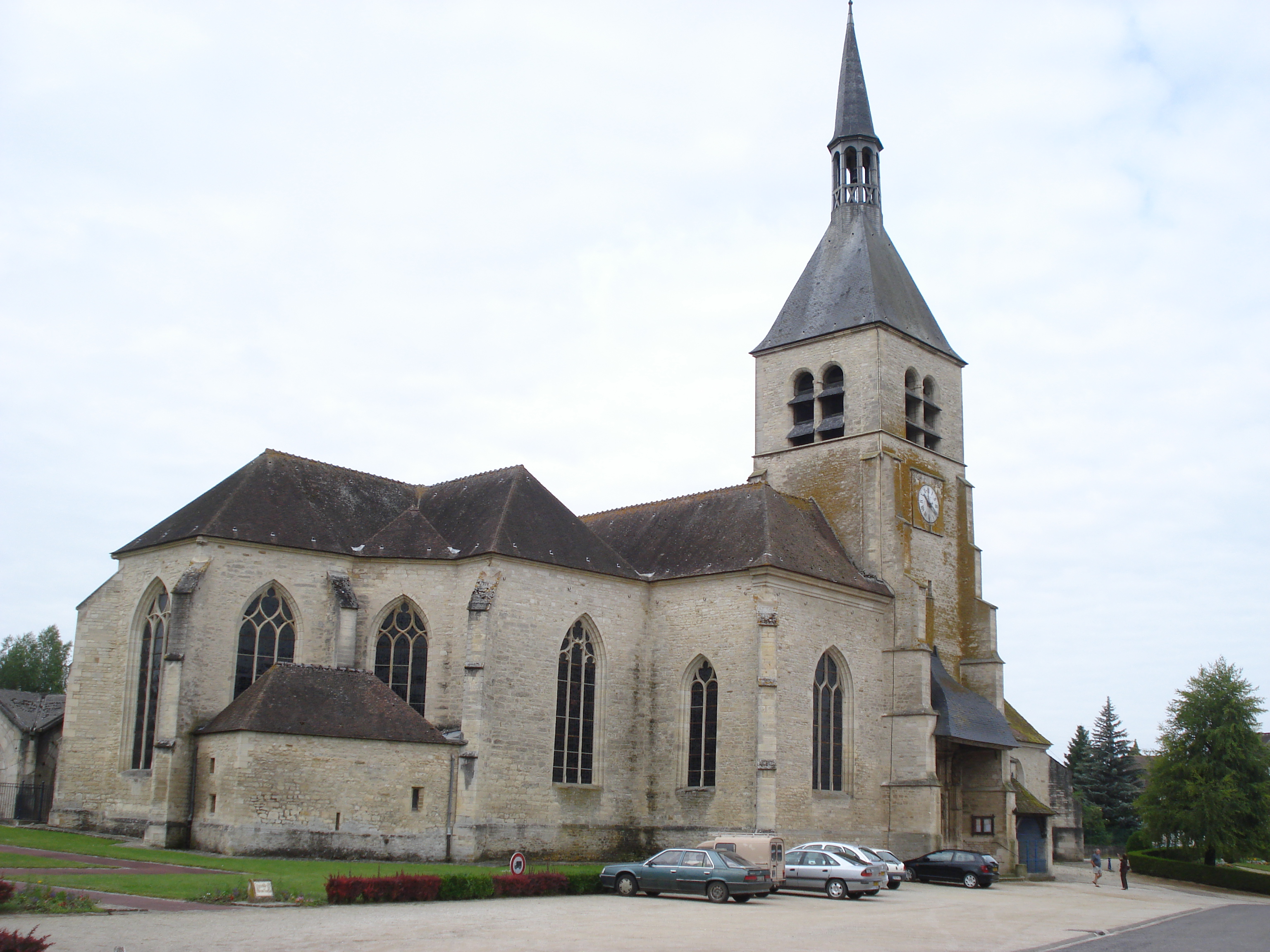
Église de Vendeuvre-sur-Barse.
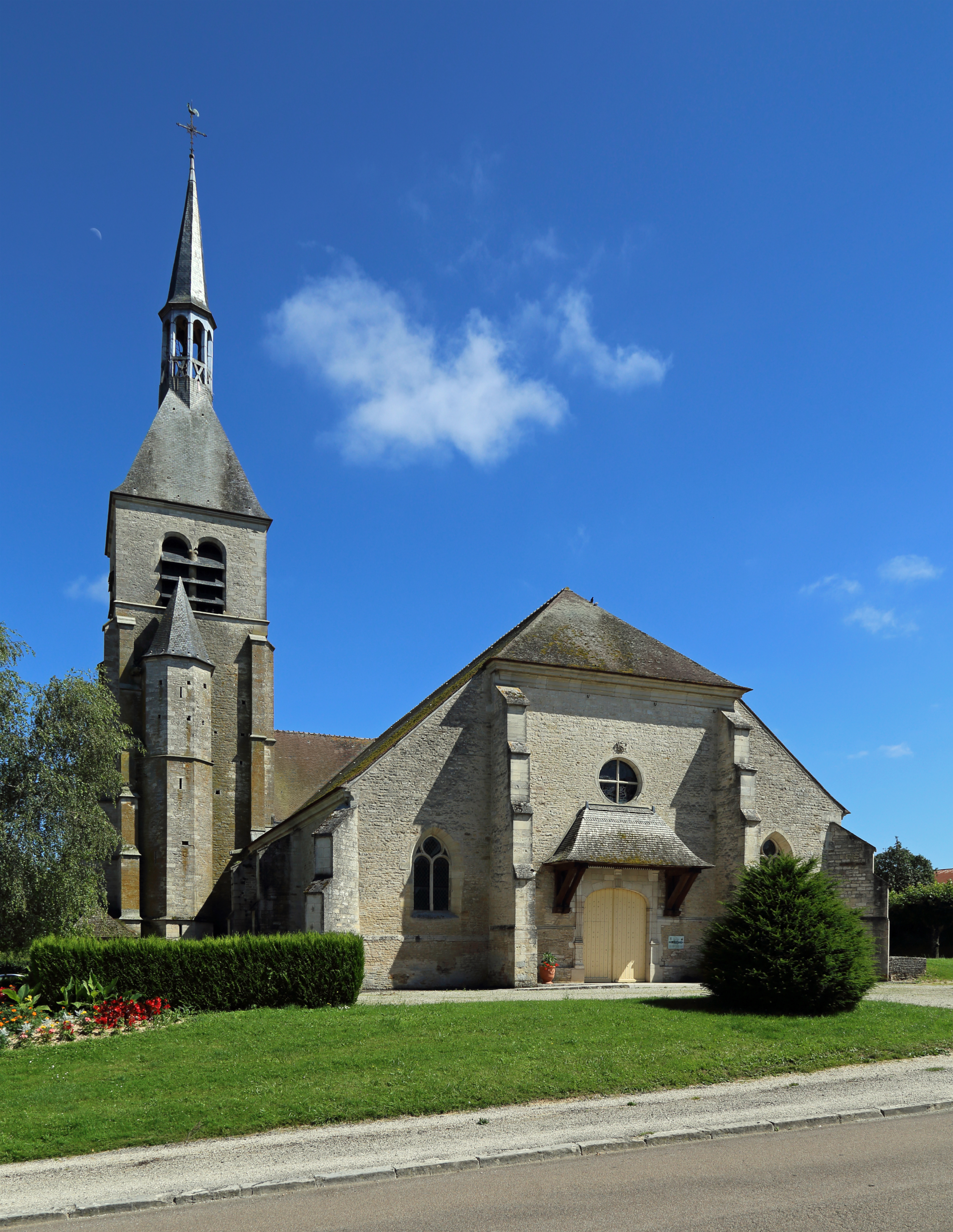
L'église, façade ouest.
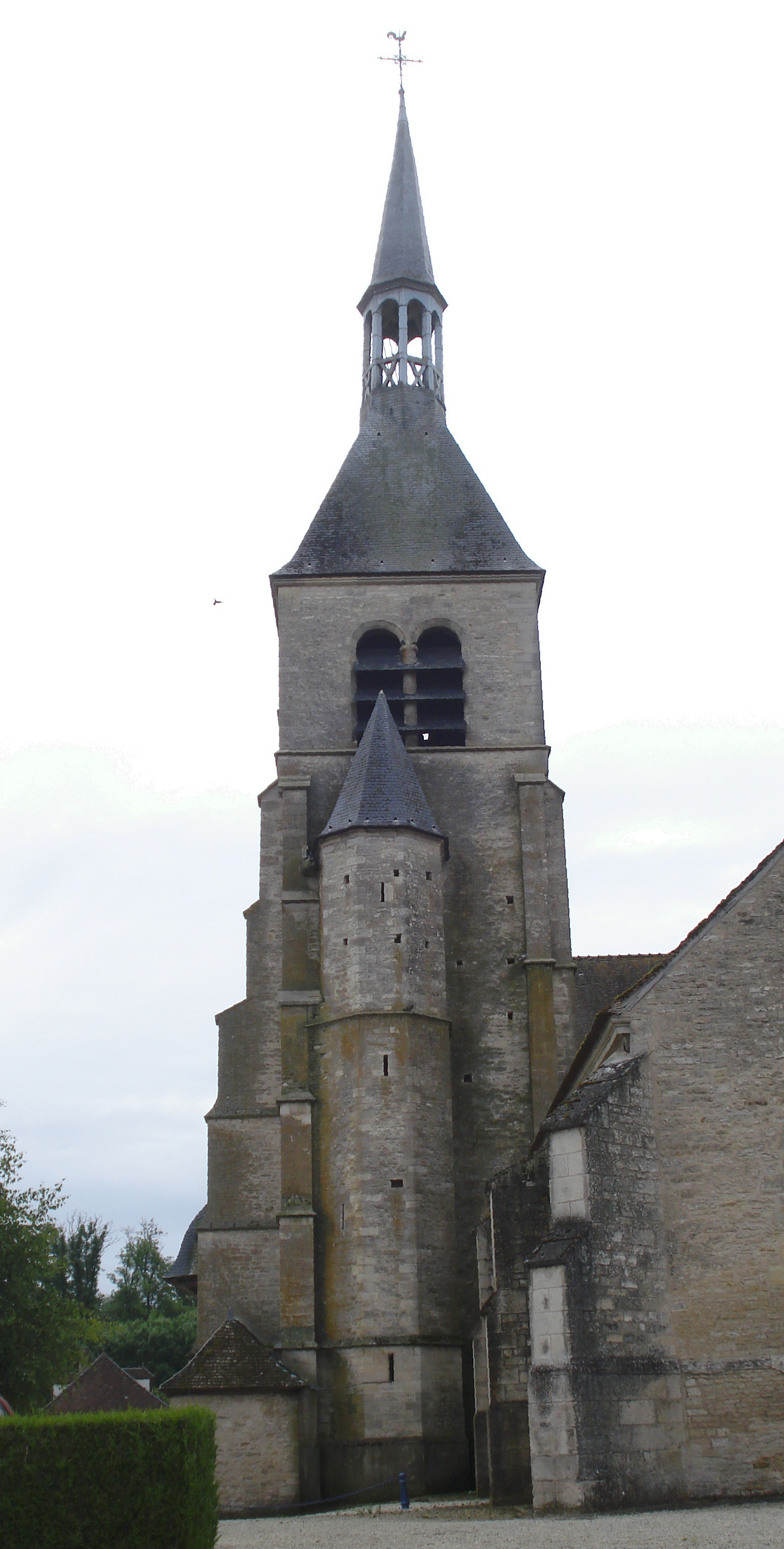
Tour de l'église.
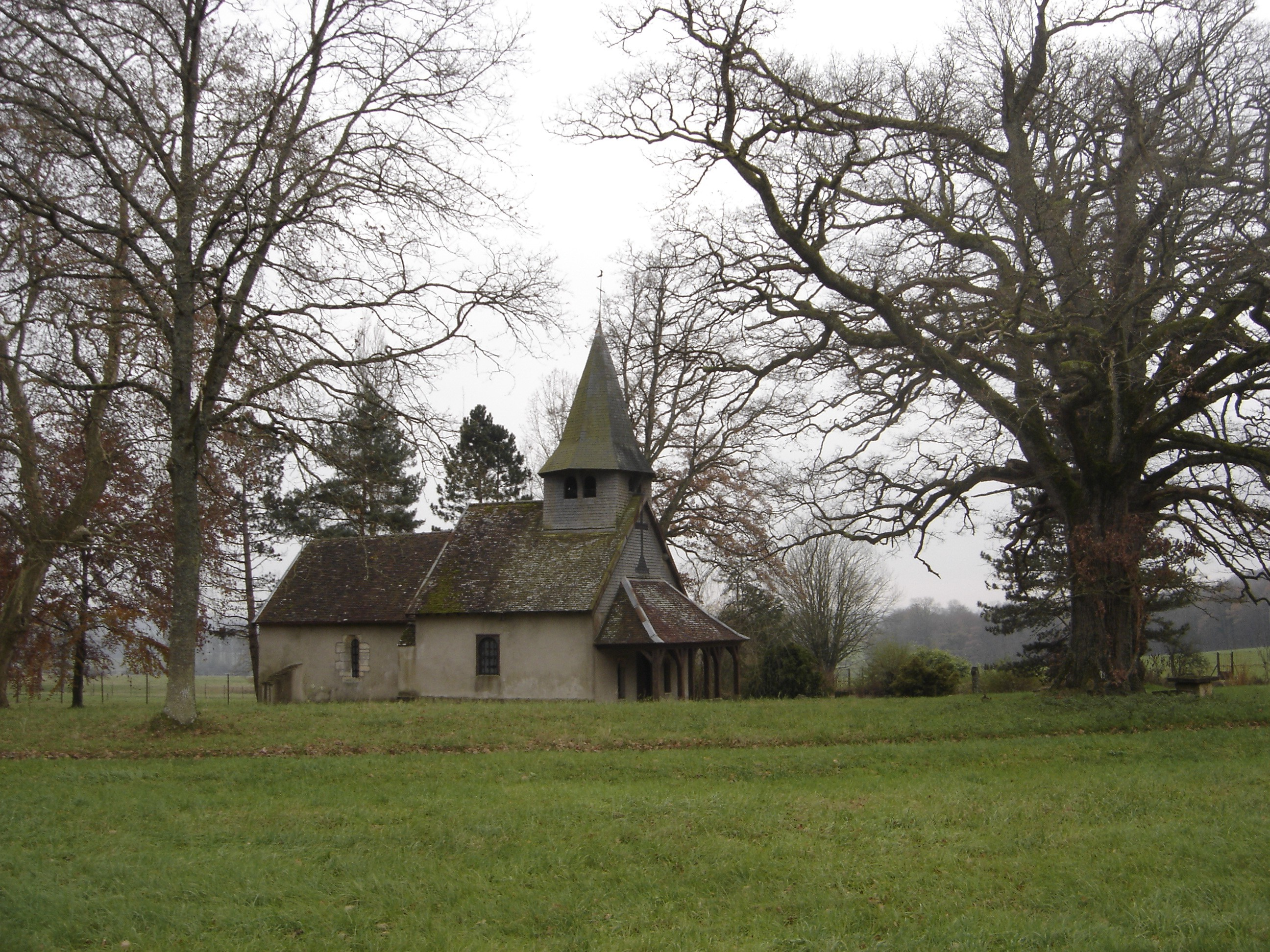
Chapelle de Valsuzenay ici.

## Personnalités liées à la commune
- Léonard Tassin, chirurgien militaire français (1620-1687).
- Louis Liger-Belair (1762-1835), général des armées de la République et de l'Empire, est né dans cette commune. Son nom figure sous l'arc de triomphe de l'Étoile : 37e colonne « LIGERBELAIR ».
- Nicolas Edmé Roret est né le 29 mai 1797 (10 prairial An 5) dans le foyer d’un artisan menuisier de Vendeuvre-sur-Barse installé en bas de la rue Neuve (aujourd’hui rue Suchetet).
- Nicolas Fiot (1798-1867), homme politique né à Vendeuvre-sur-Barse, député de Seine-et-Oise de 1831 à 1834.
- Léon Moynet (1818-1892), sculpteur, fondateur et directeur de la Manufacture d'Art Chrétien, surnommée La Sainterie.
- Jules Joffrin (1846-1890), soutien de la Commune de Paris, député, est né à Vendeuvre-sur-Barse
- Auguste Suchetet (1854-1932) : sculpteur né à Vendeuvre-sur-Barse.
- Marcel Degliame (1912-1989) : ouvrier syndicaliste, résistant, historien de la Résistance, Compagnon de la Libération, membre du Conseil national de la Résistance (C.N.R.).
- Xavier du Crest de Villeneuve, né en 1924 à Damas, officier, ancien conseiller municipal et adjoint.
- Pierre Micaux, homme politique français, né le 26 octobre 1930 à Vendeuvre-sur-Barse. Il est député de la 1re circonscription de l'Aube de 1978 à 2007.
- Guillaume Gabriel Pavée de Vendeuvre, député, pair de France, qui y repose.

## Héraldique
| Blason de Vendeuvre-sur-Barse | Blason  | Parti : au 1er palé d'or et de gueules, au 2e burelé d'argent et d'azur, à trois chevrons de gueules brochant, le 1er écimé, le tout surmonté d'un chef d'azur soutenu d'une divise dentée en pointe d'argent et chargé d'un vase d'or accosté de deux roues dentées d'argent. |
| Blason de Vendeuvre-sur-Barse | Détails | Le caractère industriel de la ville est marqué par deux roues dentées qui symbolisent la fabrication des machines agricoles, par une poterie rappelant le travail de l’argile, et par une scie ou divise dentée qui symbolise le travail du bois à proximité de la forêt d’Orient. La ville a également fait figurer dans ses armes celles des familles qui ont successivement possédé la terre de Vendeuvre aux XVe et XVIe siècles : les Amboise (palé d’or et de gueules de six pièces), et les La Rochefoucauld (burelé d’argent et d’azur de dix pièces à trois chevrons de gueules, le premier écimé brochant sur le tout). Délibération du conseil municipal du 20 avril 1957. |